# Shogun (Album)
Shogun ist das vierte Studioalbum der US-amerikanischen Metal-Band Trivium. Es wurde am 26. September 2008 via Roadrunner Records veröffentlicht. Der Albumtitel leitet sich vom alten japanischen Militärtitel Shōgun ab, der einen Anführer der Kriegerkaste der Samurai darstellte.

## Entstehung
Mit Unterbrechungen schrieben Trivium über ein Jahr lang an den Titeln zu ihrem vierten Album. Dabei verfolgte die Band, im Gegensatz zum Vorgängeralbum The Crusade, kein besonderes Ziel. Die Band schrieb während der Konzertreisen etwa 40 Lieder. Unter diesen Liedern befindet sich eine Coverversion des Liedes „Iron Maiden“ von der gleichnamigen britischen Heavy-Metal-Band Iron Maiden. Diese Coverversion wird für den Sampler „Maiden Heaven“ des englischen Magazins Kerrang verwendet.
Die Band verwendete beim Komponieren zum ersten Mal akustische Gitarren und setzte weitgehend siebensaitige E-Gitarren ein, die bisher nur beim Titel The Crusade gespielt wurden. Von den 40 geschriebenen Liedern wurden schließlich 27 fertiggestellt. Die nach Meinung der Band besten 20 Lieder wurden als Demo aufgenommen. Unter Mithilfe des Machine-Head-Sängers Robb Flynn wählten Trivium schließlich 14 Lieder aus, die auf einem zweiten Demo festgehalten wurden. Danach begab sich die Band ins Studio.
Für Shogun wollte die Band neue Wege gehen und hat sich deshalb entschieden, in einem anderen Studio mit einem anderen Produzenten zu arbeiten. Aufgenommen wurde Shogun zwischen dem 31. März und 19. Mai 2008 in Nashville. Ursprünglich sollte der Hauptteil der Aufnahmen in einem Studio in New York City stattfinden und in Nashville beendet werden. Da das Studio jedoch geschlossen wurde, wurden diese Pläne verworfen.
Produziert wurde das Album von Nick Raskulinecz, der bereits für Bands wie den Foo Fighters, Stone Sour, Marilyn Manson und Rush gearbeitet hat. Laut Heafy hat Raskulinecz ein weites musikalisches Spektrum und brachte viele neue Ideen ein. Bei den Aufnahmen verzichtete man auf moderne Techniken wie Pro Tools. Die elf Lieder, die es schließlich auf das Album geschafft haben, wurden bis zu vierzig Mal komplett live durchgespielt.

„Hier wurden nicht einzelne Teile am Computer hin und her geschoben oder gedoppelt. Nick ließ uns so lange vor den Mikros stehen, bis er und wir fühlten, dass wir den perfekten Moment erwischt haben.“

„The Calamity“ (englisch für Die Katastrophe) war laut Heafy das am einfachsten zu spielende Lied des Albums. Trotzdem habe die Band ewig gebraucht, bis das Lied fertig aufgenommen war. Das Titellied ist das erste Lied der Bandgeschichte, welches länger als zehn Minuten dauert. Gemischt wurde Shogun vom britischen Musikproduzenten Colin Richardson in London.
Die Idee zum Albumtitel kam Heafy während einer Reise in seinem Geburtsland Japan. Der Reiseleiter erwähnte mehrmals das Wort „Shogun“ und Heafy fiel dabei auf, dass dieses Wort Stärke ausstrahlt. Laut Heafy passt das Wort „Shogun“ perfekt zur Musik des Albums.

## Hintergrund
Für die Songtitel und Liedtexte holte sich die Band Inspiration von der griechischen und japanischen Mythologie. Scylla und Charybdis waren Meeresungeheuer, die in der Straße von Messina lebten. Die Furien waren Rachegöttinnen. Prometheus gilt in der griechischen Mythologie als Schöpfer von Mensch und Tier, während Callisto eine der Geliebten des Göttervater Zeus war. Großen Einfluss hatte hierbei die Odyssee des griechischen Dichters Homer.
„Kirisute Gomen“ bezieht sich auf ein japanisches Recht, welches einem Samurai erlaubte, eine sozial niedrigere Person mit seinem Schwert niederzustrecken, sollte diese seine Ehre verletzen.

## Rezeption
Im deutschen Magazin Metal Hammer erreichte Shogun den zweiten Platz im Soundcheck. Laut Frank Thiessies waren Trivium „noch nie so weit von thrashiger Trivialität entfernt wie auf diesem triumphalen Album ohne Hänger“. Thiessies vergab sechs von sieben Punkten. Beim Soundcheck des deutschen Rock-Hard-Magazins belegte Shogun den vierten Platz. Rezensent Thomas Kupfer schrieb, dass „diese souveräne und niemals aufgesetzte stilistische Vielfalt Shogun zum bisher besten Album der Bandhistorie macht und eine Ahnung von den fast unbegrenzten musikalischen Möglichkeiten der Bandmitglieder vermittelt“. Kupfer vergab neun von zehn Punkten.

## Titelliste
1. Kirisute Gomen – 6:42
2. Torn Between Scylla and Charybdis – 6:51
3. Down from the Sky – 5:31
4. Into the Mouth of Hell We March – 5:51
5. Throes of Perdition – 5:47
6. Insurrection – 4:58
7. The Calamity – 4:59
8. He Who Spawned the Furies – 4:07
9. Of Prometheus and the Crucifix – 4:41
10. Like Callisto to a Star in Heaven – 5:28
11. Shogun – 12:04

### Special Edition Bonus Titel
1. Poison, the Knife or the Noose – 4:14
2. Upon the Shores – 5:21
3. Iron Maiden (Iron Maiden Cover) – 3:43